# Macarena Simari Birkner
Macarena Simari Birkner (San Carlos de Bariloche, 22 de noviembre de 1984) es una esquiadora olímpica argentina.

## Carrera
Representó a la Argentina en los Juegos Olímpicos de Invierno de 2002, 2006, 2010 y 2014 en las pruebas de esquí alpino. También participó en la Copa del Mundo de Esquí Alpino de 2005, donde llegó a la posición número 20 en el evento de conjunto, y en el Campeonato Mundial de Esquí Alpino de 2009. Es la hermana de los esquiadores alpinos Cristian Simari Birkner y María Belén Simari Birkner. Estaba en una relación con el exesquiador alpino británico Noel Baxter, con quien tiene un hijo.